# Гольштейн
54°10′00″ пн. ш. 9°40′00″ сх. д. / 54.1667° пн. ш. 9.66667° сх. д.

Історичні регіони Ютландії:
Північно-Ютландський острів (Данія) є історичною частиною Ютландії, хоча вона була відокремлена від неї, під час повені у 1825
Північна Ютландія (Данія)
Північний Шлезвіг (Данія)
Південний Шлезвіг (Німеччина)
Гольштейн (Німеччина)

Гольште́йн, або Гольштайн, (нім. Holstein) — регіон у Північній Німеччині з центром у місті Кіль. Розташований між річками Ельба й Айдер, на південь від Ютландського півострова. Складова землі Шлезвіг-Гольштейн (від 1949 року). Колишнє графство (811—1474) Священної Римської імперії, згодом — герцогство (1474—1866). З кінця XVIII ст. керувався данськими монархами. 1867 року увійшов до складу Шлезвіг-Гольштейнської провінції Пруссії (з 1871 — Німецької імперії).

## Назва
- Гольште́йн (нім. Holstein, ниж.-нім. Holsteen) — найпоширеніша назва; походить від саксонського племені олкетів (лат. Holcetae), яке мешкало на північному березі Ельби, на захід від Гамбурга.
- Гольшта́йн (нім. Holstein) — альтернативні записи з урахуванням сучасної літературної вимови.
- Голшти́нія — російська назва XVIII — XX ст.
- Голса́тія (лат. Holsatia) — латинська назва.
- Го́льстин (дан. Holsten) — данська назва.
- Го́льстін (півн.-фриз. Holstiinj) — північнофризька назва.

## Історія

### Походження
Після Великого переселення народів під час раннього середньовіччя, Гольштейн був кордоном між Нордальбінгією (частини Старої Саксонії) на узбережжі Північного моря, землями слов'ян вагрів-ободритів на узбережжі Балтійського моря і землями данців в Ютландії.
Із завоюванням Старої Саксонії Карлом Великим близько 800, землі на північ від річки Айдер були надані данцям за Гейлігенським договором, підписаним 811. Решту Гольштейну було віддано ваграм, саксонське населення було депортовано в різні краї імперії. Після 814 сакси були повернені в Західній Гольштейн. Варги були витіснені за Саксонський вал — новий кордон, що прямував від річки Ельби біля Бойценбургу на північ уздовж річки Білле до гирла Швентіне на Кільському фіорду і Балтійським морем.

### Графство Гольштейн
Графство Гольштейн було створено 1111 року, у складі Саксонського герцогства, потім було у складі Саксен-Лауенбурзького герцогства і князь-єпископства Любек. Зі створенням нової територіальної одиниці, почалося розширення на схід, варги були остаточно розгромлені 1138.
Графство Гольштейн перебувало під владою династії Шаумбург, першим графом був Адольф I, граф Гольштейнський. Гольштейн було окуповано Данією після битви під Стеллау (1201), але було відвоювано графом Шауенбурзьким (Schauenburg) і його союзниками у битві під Борнгефеді (1227).
1386 від Данії до гольштейнських графів відійшов Шлезвіг. У XV столітті вплив Данії в Гольштейні посилився. Коли 1459 гольштейнська лінія графів Шауенбурзьких перервалася, то Гольштейн і Шлезвіг перейшли до короля Данії за договором, укладеним 1460 в Рібе.
1474 Гольштейн став герцогством у складі Священної Римської імперії.
1490 Гольштейн був розділений на Гольштейн-Зондербург і Гольштейн-Готторп. Гольштейн-Зондербург залишався у володінні короля Данії і був також відомий як Королівський Гольштейн; потім він став відомий як Гольштейн-Глюкштадт. Гольштейн-Готторп, також відомий як Герцогський Гольштейн, був переданий молодшої гілці Ольденбургів, до роду яких належали королі Данії.
1762 герцог Гольштейн-Готторпський став російським імператором під іменем Петра III. Петро III планував напасти на Данію, щоб повернути Гольштейн-Готторпські володіння, приєднані до Шлезвігу.
Імператриця Катерина II 1767 уклала з Данією договір про союз, підтверджений трактатом 1773 (так званий Царськосельський трактат), який повністю врегулював «Готторпське питання».
За укладеним трактатом, спадкоємець російського престолу Павло I, одночасно Гольштейн-Готторпський герцог, відмовлявся на користь Данії від Готторпської спадщини в обмін на графства Ольденбург і Дельменхорст в Північній Німеччині, правителем яких став Фрідріх Август I Ольденбурзький. Внаслідок такого рішення весь Шлезвіг-Гольштейн увійшов до складу Данії.

## Об'єднаний Гольштейн
З розпадом Священної Римської імперії 1806, імперський статус Гольштейну виявився недійсним. Таким чином, він став суверенною державою. Через свою персональну унію з Данією, герцогство Гольштейн не зазнало французької окупації під час наполеонівської епохи. У 1815–1864 був у складі Німецького союзу, хоча і в особистій унії з Данією (король Данії був також герцогом Гольштейну).
Після смерті короля Фредеріка VII Данського (Ольденбурзька династія) 1863, успадкування Шлезвігу і Гольштейну було оскаржено. Новий цар, Кристіан IX (Глюксбурги, молодша гілка династії Ольденбург), висловив свої претензії на данський престол за жіночою лінією. Герцог Августенбурзький, неповнолітній нащадок з іншої лінії Ольденбурзької династії, зажадав влади над герцогством, і незабаром Німецький союз на чолі з Прусією і Австрією, розпочав другу війну за Шлезвіг з Данією, швидко переміг її 1864 і змусив поступитися герцогством.
Однак, герцогство не відійшло до Августенбургів. 1865 було підписано угоду між Прусією і Австрією, за якою австрійці отримали Гольштейн, а прусаки — Шлезвіг. Ця домовленість була скасована по австро-прусській війні 1866 року, внаслідок якої Шлезвіг і Гольштейн відійшли до Прусcії, як провінція Шлезвіг-Гольштейн.
Гольштейн об'єднався зі Шлезвігом 1946, коли британський уряд скасував окупацію провінції Шлезвіг-Гольштейн, після офіційного розпуску Прусії 1947.